# Lolita Bosch
Lolita Bosch (Ciudad de Barcelona, 1970) es una escritora española.

## Biografía
Ha vivido en varios sitios, Albons (Gerona, España), los Estados Unidos, la India y, durante diez años, en Ciudad de México. Es licenciada en filosofía por la Universidad de Barcelona y tiene un posgrado en letras de la Universidad Nacional Autónoma de México. Escribe a la vez en catalán y en castellano, y su obra ha sido traducida a varios idiomas. También escribe literatura infantil y juvenil. Desde 2007 dirige el Colectivo Literario FU y desde 2010, además, la página por la paz Nuestra Aparente Rendición. Es tataranieta de Rómulo Bosch, alcalde de Barcelona en 1905. Se la considera integrante de la Generación Nocilla.

## Obra

### Narrativa
- Això que veus és un rostre (Curbet Edicions, 2005 –Premi Òmnium Cultural d'Experimentació Literària)
- Tres historias europeas (Caballo de Troya, 2005)
- Elisa Kiseljak (La Campana, 2005)
- La persona que fuimos (Mondadori, 2006) / Qui vam ser (Empúries, 2006 –Premio Talento FNAC)
- Insólita ilusión, insólita certeza (Mondadori, 2007) / Insòlit somni, insòlita veritat (Empúries, 2007)
- Hecho en México (Mondadori, 2007)
- Una: la historia de Piiter y Py (Almadía, 2008).
- La familia de mi padre (Mondadori, 2008) / La família del meu pare (Empúries, 2008)
- Esto que ves es un rostro (Sexto Piso, 2008).
- Japón escrito (autoedición, 2009)
- Campos de amapola antes de esto (Océano, 2013) / Camps abans de tot això (Barcelona: Empúries, 2011 - Premi Octavi Pallissa de Creació Literària 2010)
- La ràbia (Amsterdam, 2016)
- La veritat no està escrita. Una novel·la de Barcelona (La Campana, 2023)

### Juvenil
- M (SM / Cruïlla, 2006 –Finalista Gran Angular, Premi Serra d’Or de Literatura Juvenil, Premi Jove Narrativa)
- Negra nit (Columna, 2006)

### Infantil
- El zoo de Lolita (Alfaguara, 2004)
- ¡Jon ya sabe ir al lavabo! / En Jon ja sap anar al lavabo! (La Galera, 2004 - Premio Comte Kurt)
- Tens set dies! (Planeta Oxford, 2007)
- ¿Se puede saber quién ha dejado esta piedra aquí en medio? (Edebé, 2007)
- Paraula de Calb (Cruïlla, 2008)
- El formulari (La Galera, 2009)
- Chacahua (Baula, 2009)
- Àlex i allò que no es veu (Baula, 2009)

### Teatro
- El formulari, (2004)

### Ensayo
- Ahora escribo (Periférica, 2011) / Ara escric (Empúries, 2011)
- 45 voces contra la barbarie (Océano,  2015)